# Tarzan's Desert Mystery
Tarzan's Desert Mystery is een Amerikaanse avonturenfilm uit 1943, geregisseerd door Wilhelm Thiele. Het is de achtste Tarzan-film met Johnny Weissmuller in de hoofdrol. Andere rollen werden vertolkt door Nancy Kelly en Johnny Sheffield.

## Verhaal
Tarzan ontvangt een brief van Jane, die in Europa Britse soldaten verzorgt die in de Tweede Wereldoorlog vechten. Ze vraagt hem om hulp bij het verkrijgen van een serum tegen malaria, dat wordt gemaakt van jungleplanten. Tarzan en zijn adoptiefzoon Boy gaan op zoek naar deze planten. Onderweg stuiten ze op een groep Duitsers. Uiteindelijk belanden ze in een Arabische stad, waar ze een Amerikaanse goochelaar redden van de strop. Samen met haar gaan ze verder op zoek naar de planten, gehinderd door onder andere Nazi’s en prehistorische monsters.

## Rolverdeling
| Acteur             | Personage           |
| ------------------ | ------------------- |
| Johnny Weissmuller | Tarzan              |
| Nancy Kelly        | Connie Bryce        |
| Johnny Sheffield   | Boy                 |
| Otto Kruger        | Paul Hendrix        |
| Joe Sawyer         | Karl Straeder       |
| Lloyd Corrigan     | Sheik Abdul El Khim |
| Robert Lowery      | Prince Selim        |
| Frank Puglia       | Magistrate          |
| Philip Van Zandt   | Kushmet             |

## Achtergrond
Net als in de vorige film was Maureen O'Sullivan niet in staat haar rol van Jane te spelen vanwege zwangerschap. Daarom wordt in de film enkel over Jane gesproken, en dient Nancy Kelly’s personage min of meer ter vervanging van haar.